# كيمة السفلي (زيلايي)
کیمة السفلی (بالفارسية: کیمه سفلی) هي قرية تقع في إيران في قسم زیلایی الريفي. يقدر عدد سكانها بـ 21 نسمة .